# Сфикийска базилика А
Сфикийската базилика А' (на гръцки: Παλαιοχριστιανική βασιλική Α') е раннохристиянски храм в развалини край берското село Сфикия (Восово), Егейска Македония, Гърция.

## Местоположение
Храмът е разположен в планината Фламбуро (Пиерия), на 3 km южно от Сфикия. На 500 m северозападно от него е Сфикийската базилика В „Свети Димитър“.

## Описание
Археологически проучвания на храма започват в 1992 година и продължават две години. Храмът е малка еднокорабна църква с източна ориентация. Наосът е 10,20 × 7 m. На запад има нартекс дълъг 3,5 m с четири отвора по 1 m. Между двете има отвор от 2 m. На изток има правоъгълна и отвътре и отвън апсида с размери 4,15 × 4,10 m. В апсидата има правоъгълен зидан синтрон, висок 0,57 m, с едно стъпало от 0,30 m. В западната част на апсидата е и мраморната плоча на Светата трапеза с размери 0,80 × 0,35 m.
На базата на архитектурните особености и правоъгълната апсида базиликата датира от IV – V век.